# Emléktáblák Nagykanizsán
Nagykanizsa szócikkhez kapcsolódó képgaléria, mely helyi, országos vagy nemzetközi hírű személyekkel, valamint épületekkel, műtárgyakkal, helynevekkel és eseményekkel összefüggő emléktáblákat tartalmaz.

## Galéria

### Emléktáblák

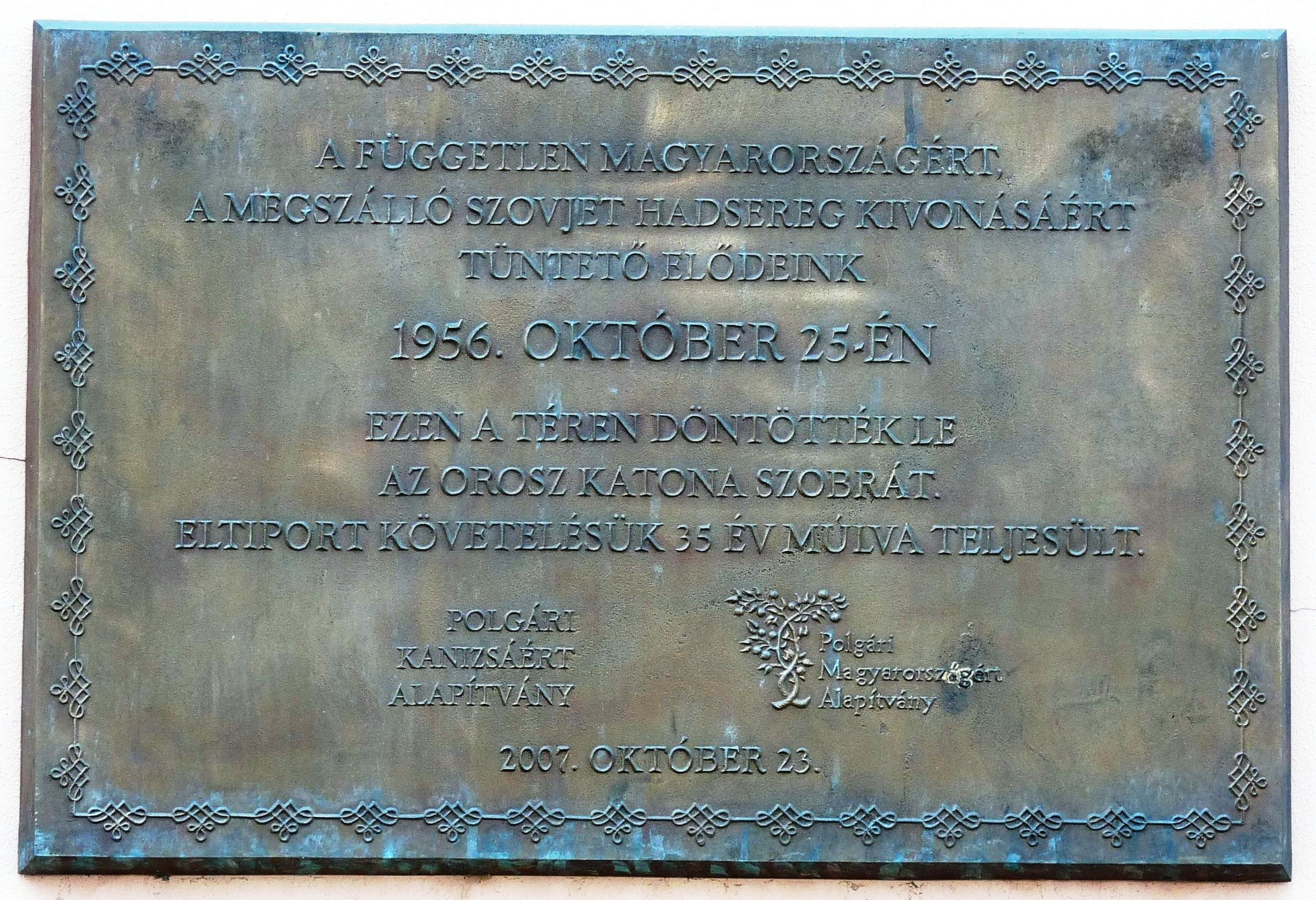
1956-os forradalom, Erzsébet tér 1.
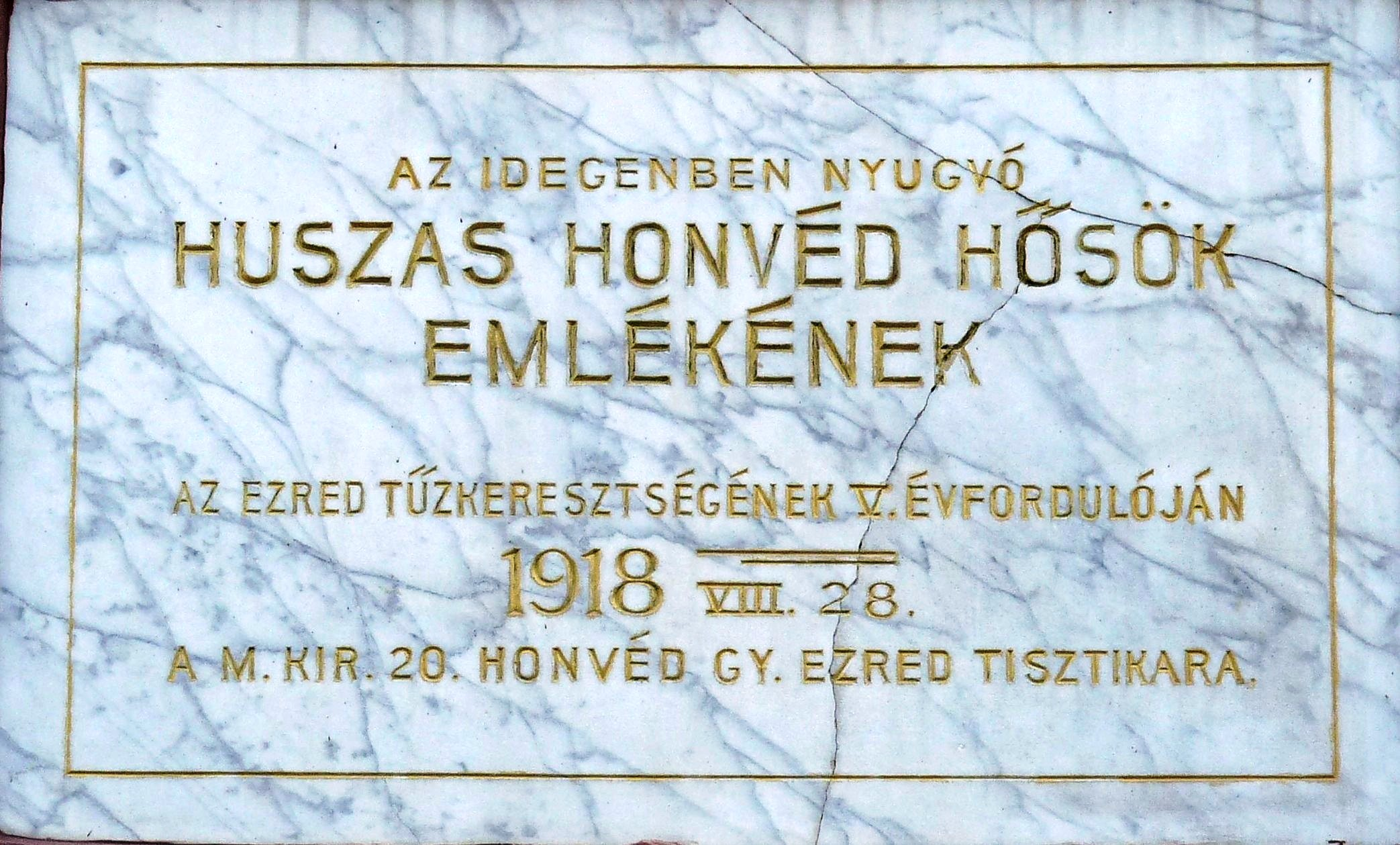
20. honvéd gyalogezred, Deák Ferenc tér
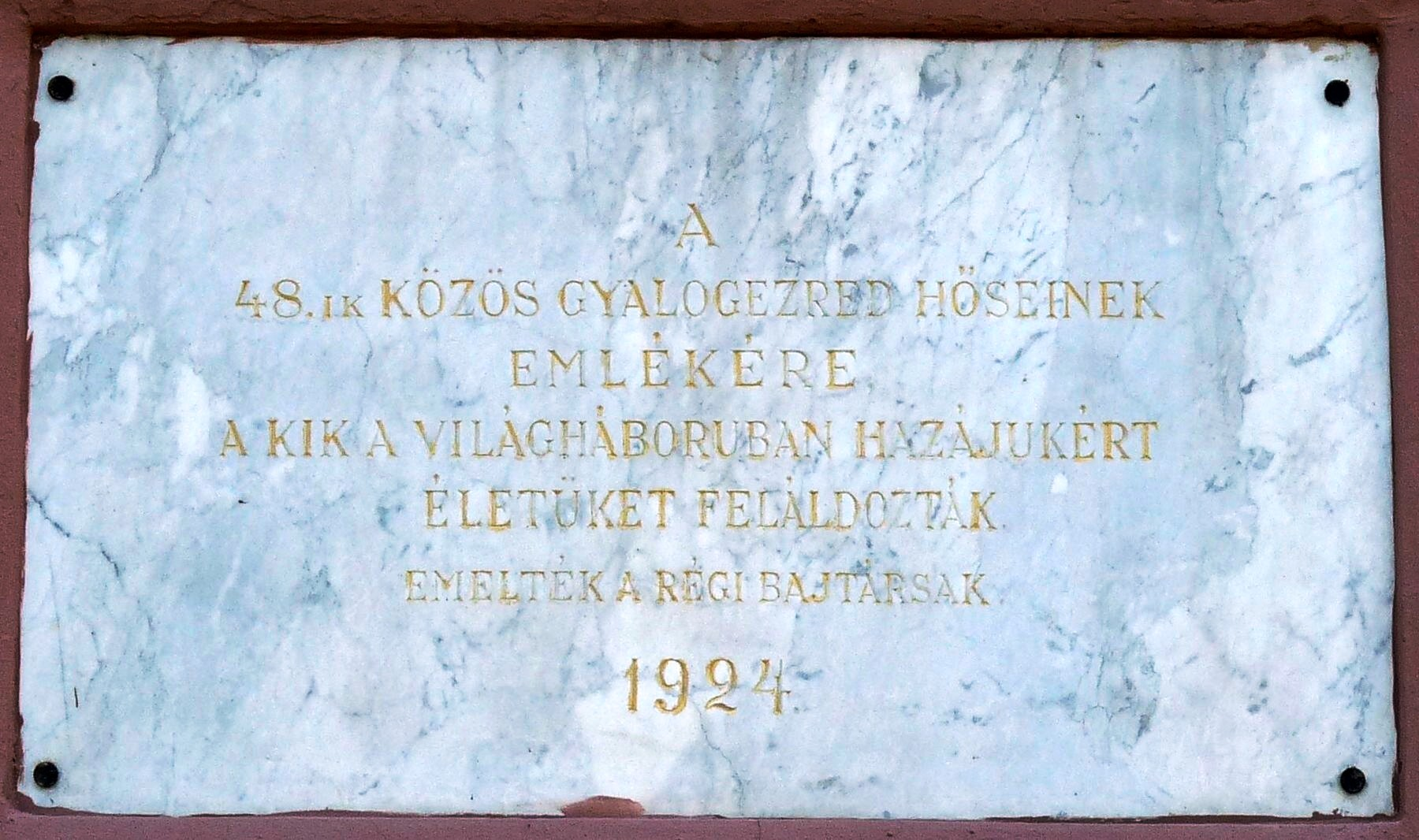
48. közös gyalogezred, Deák Ferenc tér
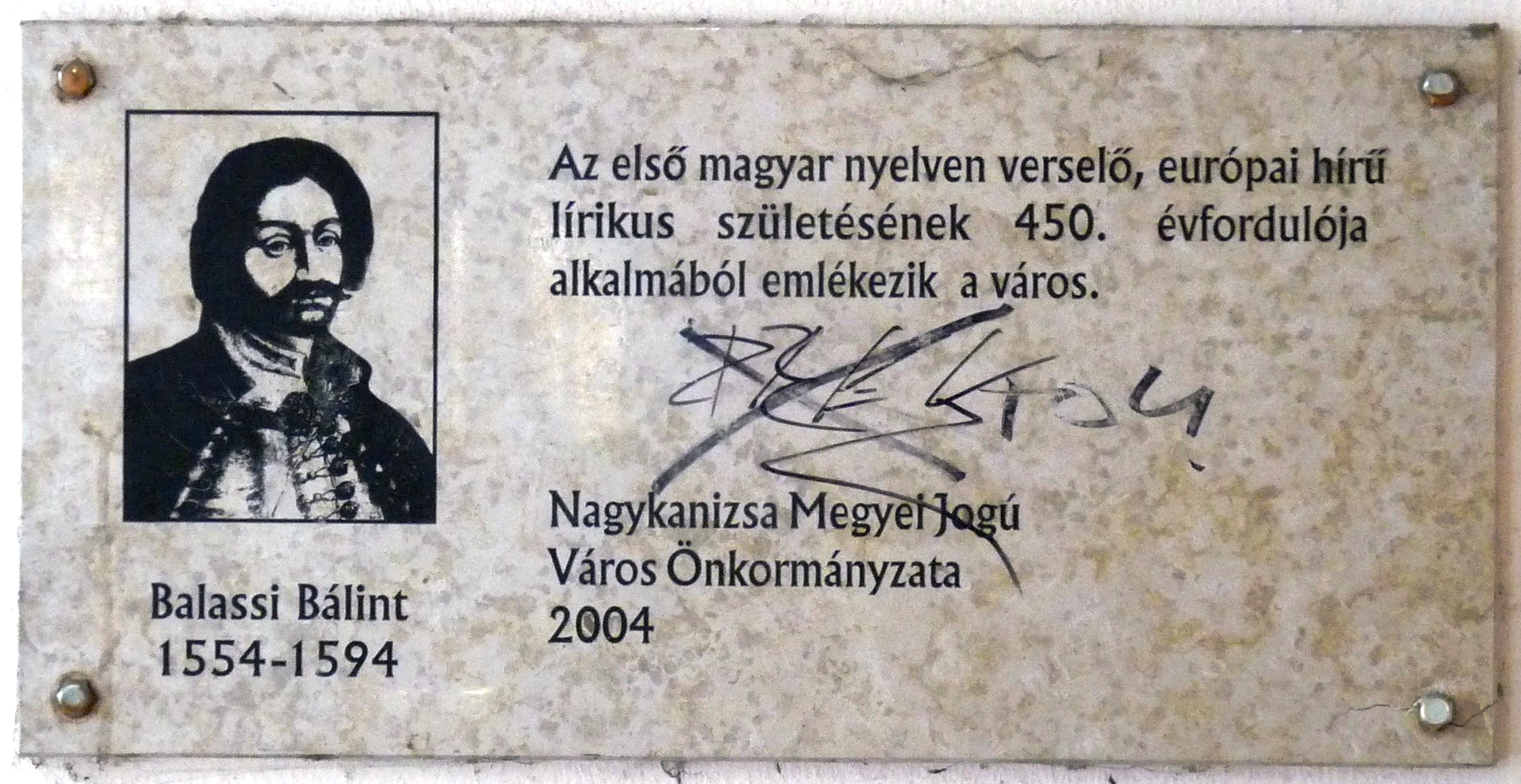
Balassi Bálint, Ady Endre utca 4.
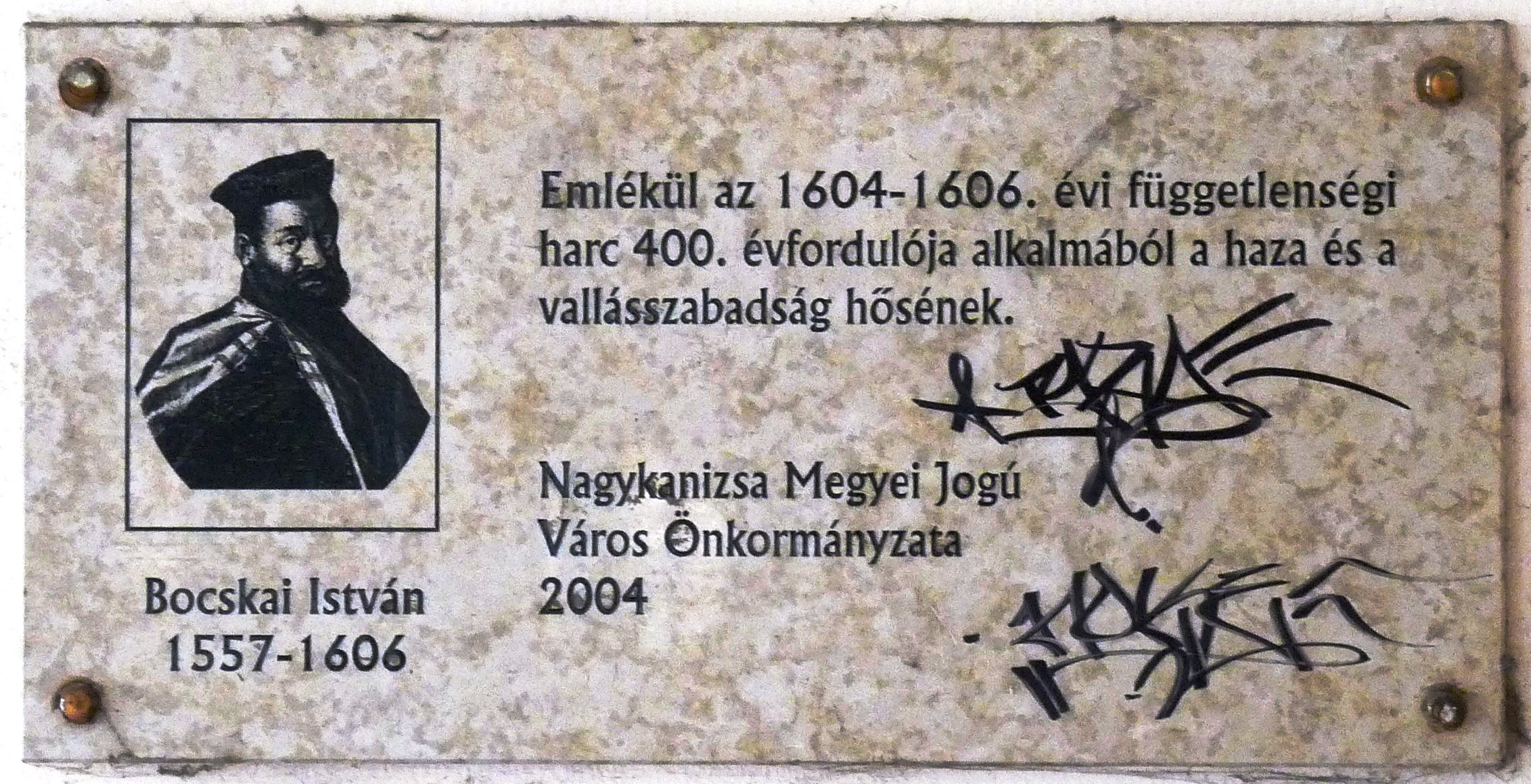
Bocskai István, Ady Endre utca 4.
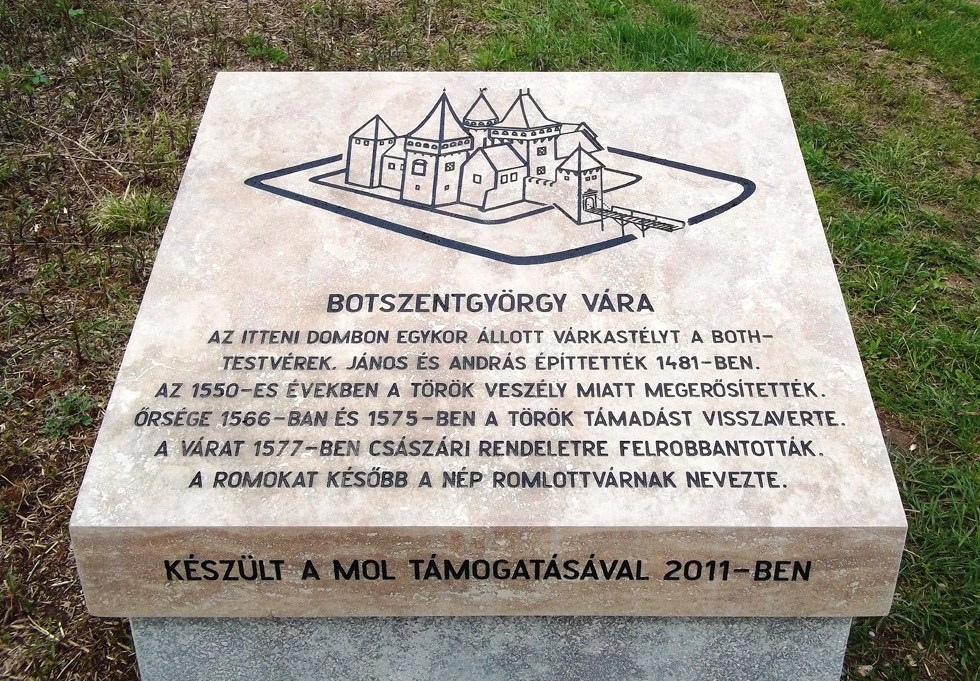
Botszentgyörgy vára
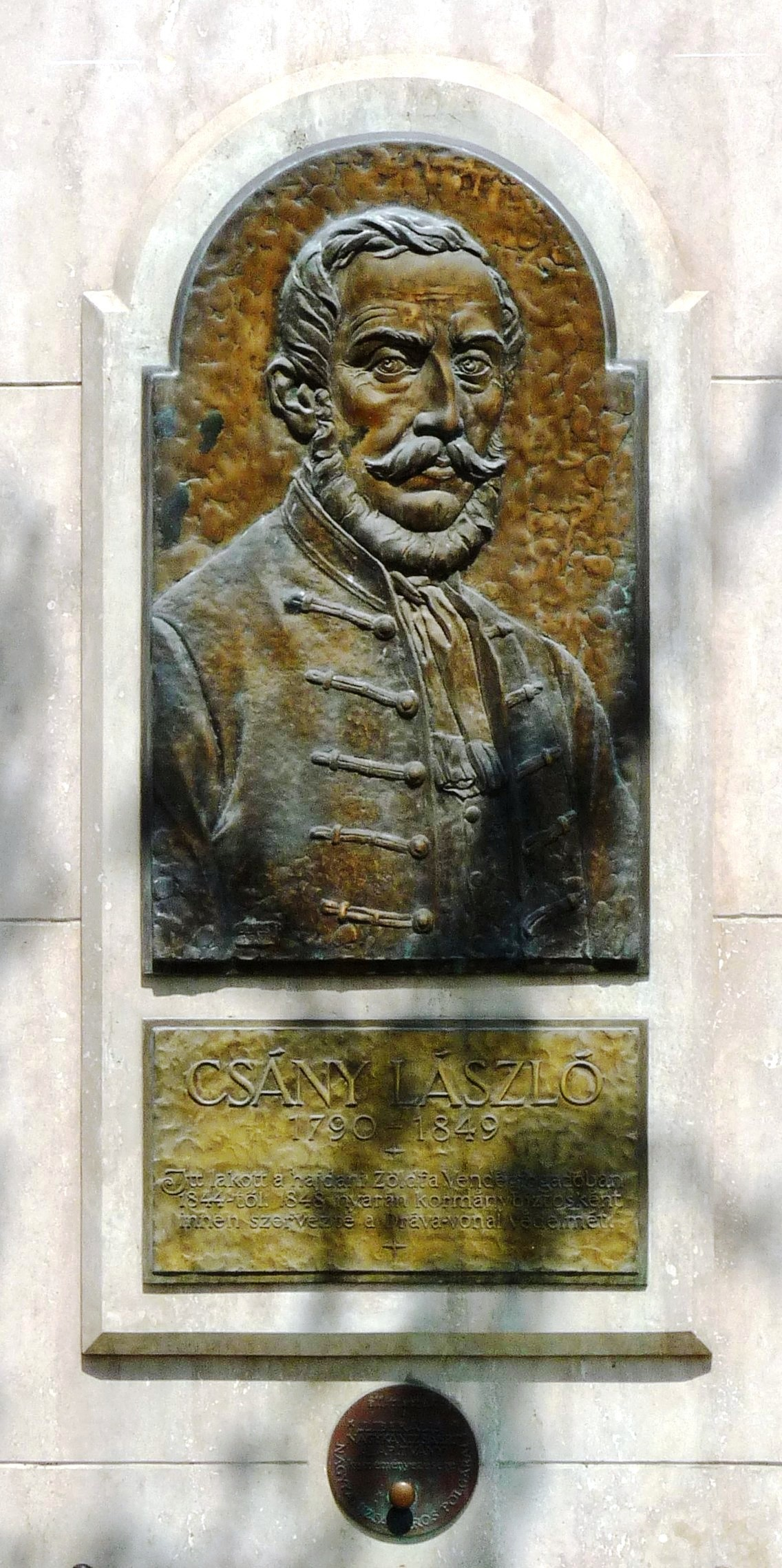
Csány László, Erzsébet tér 9.
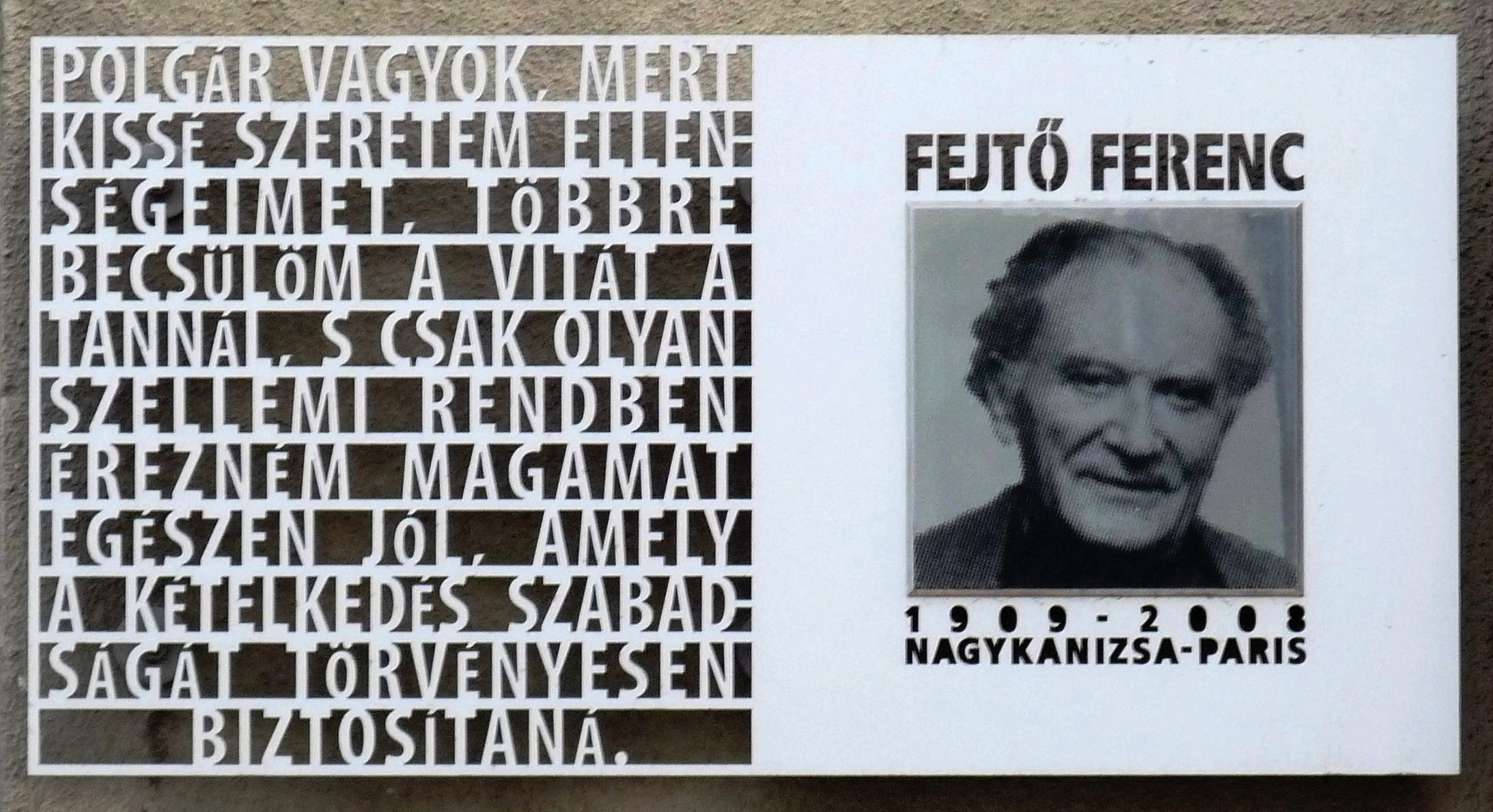
Fejtő Ferenc, Csengery út 22.
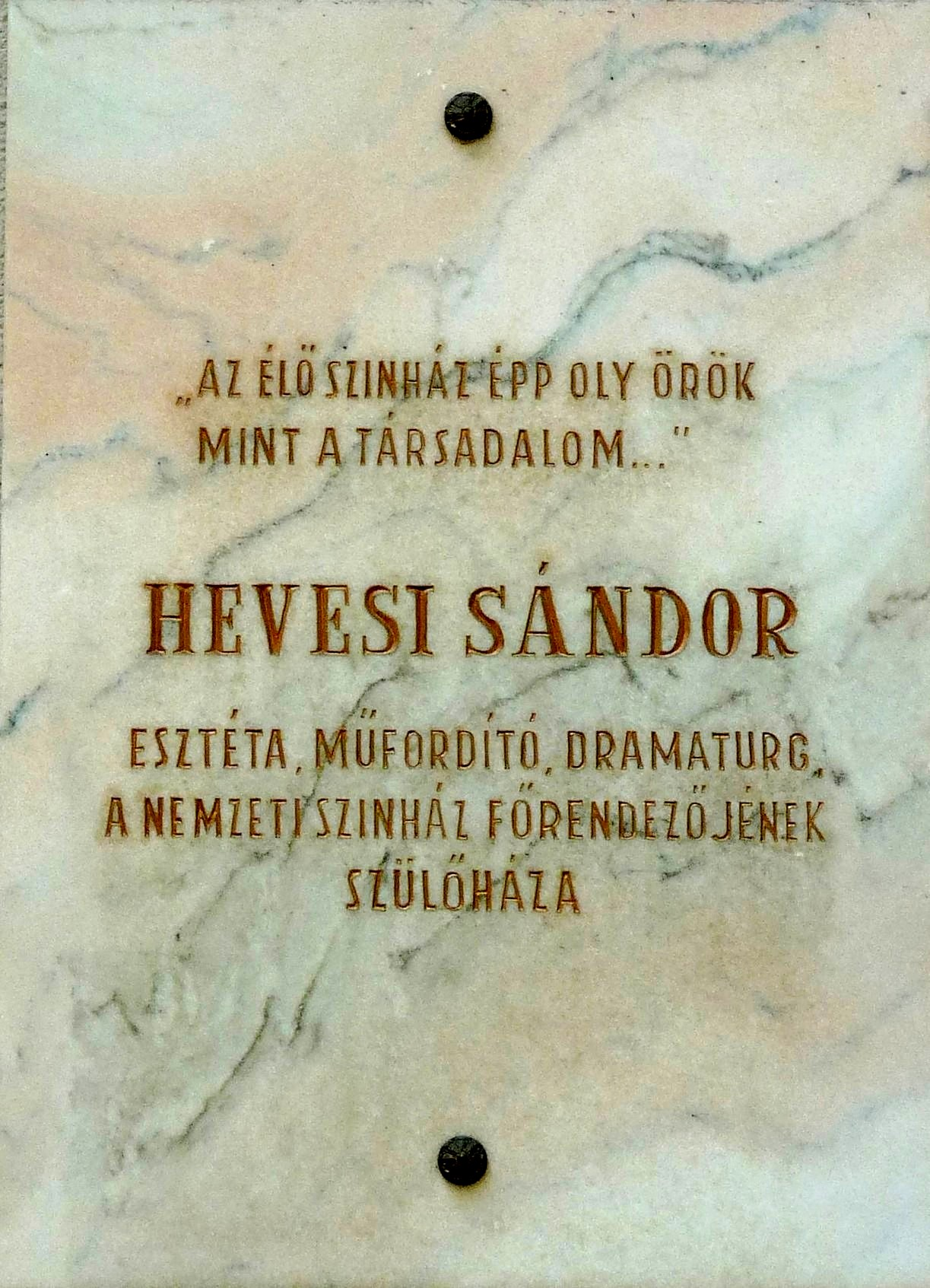
Hevesi Sándor, Fő út 8.
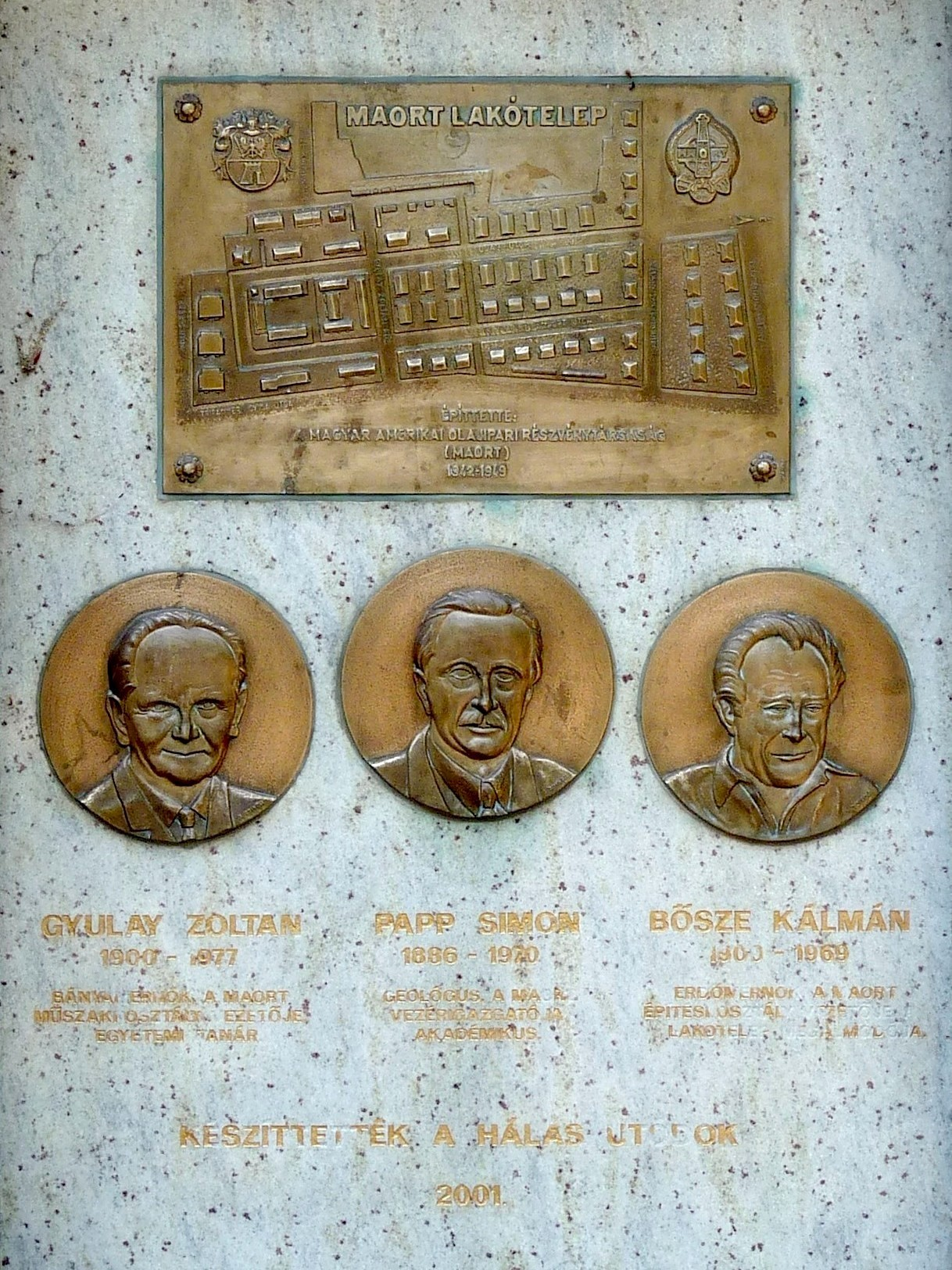
MAORT–telep, Bősze Kálmán, Gyulai Zoltán, Papp Simon, Papp Simon sétány 2.
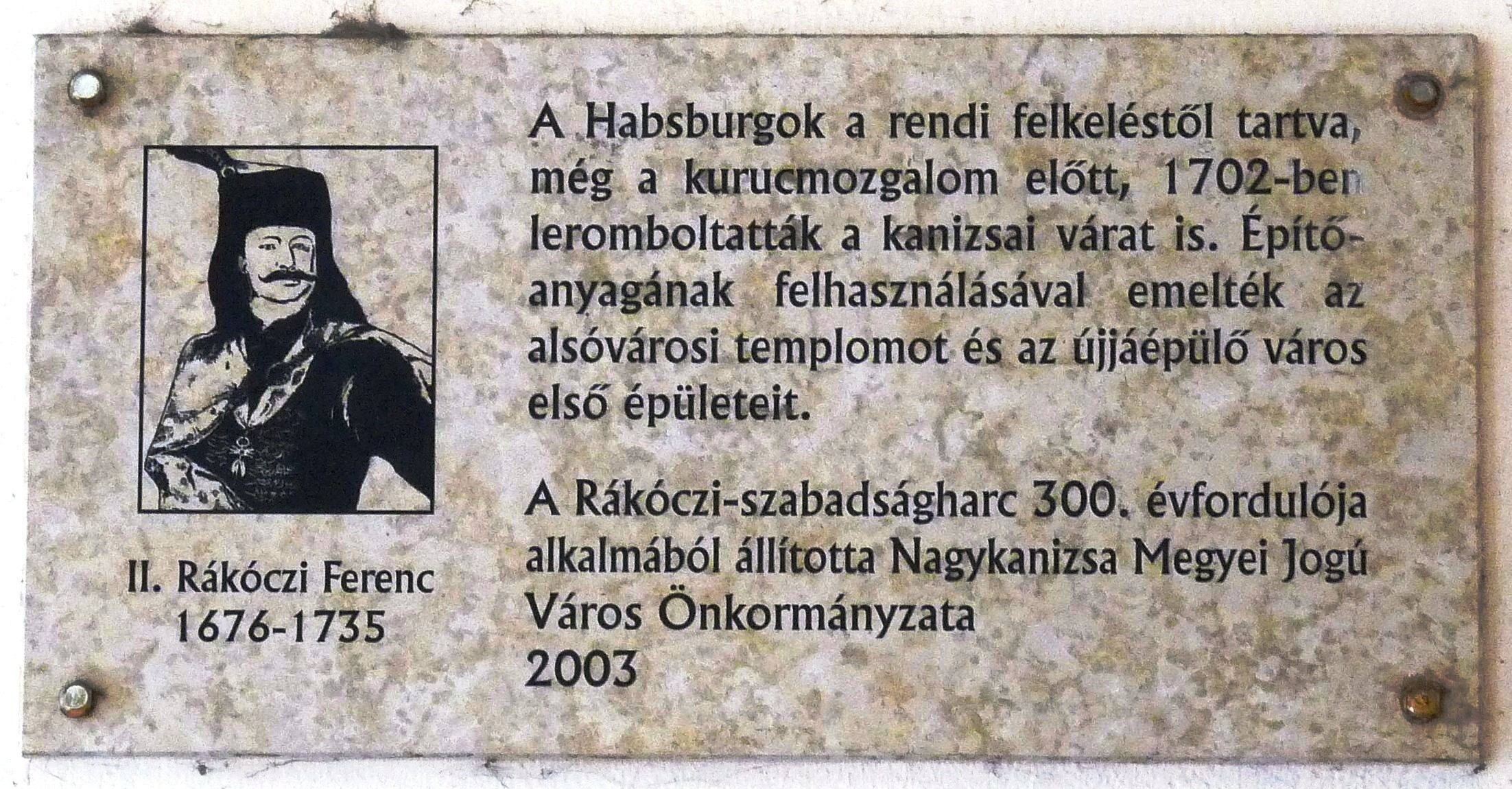
II. Rákóczi Ferenc, Ady Endre utca 4.
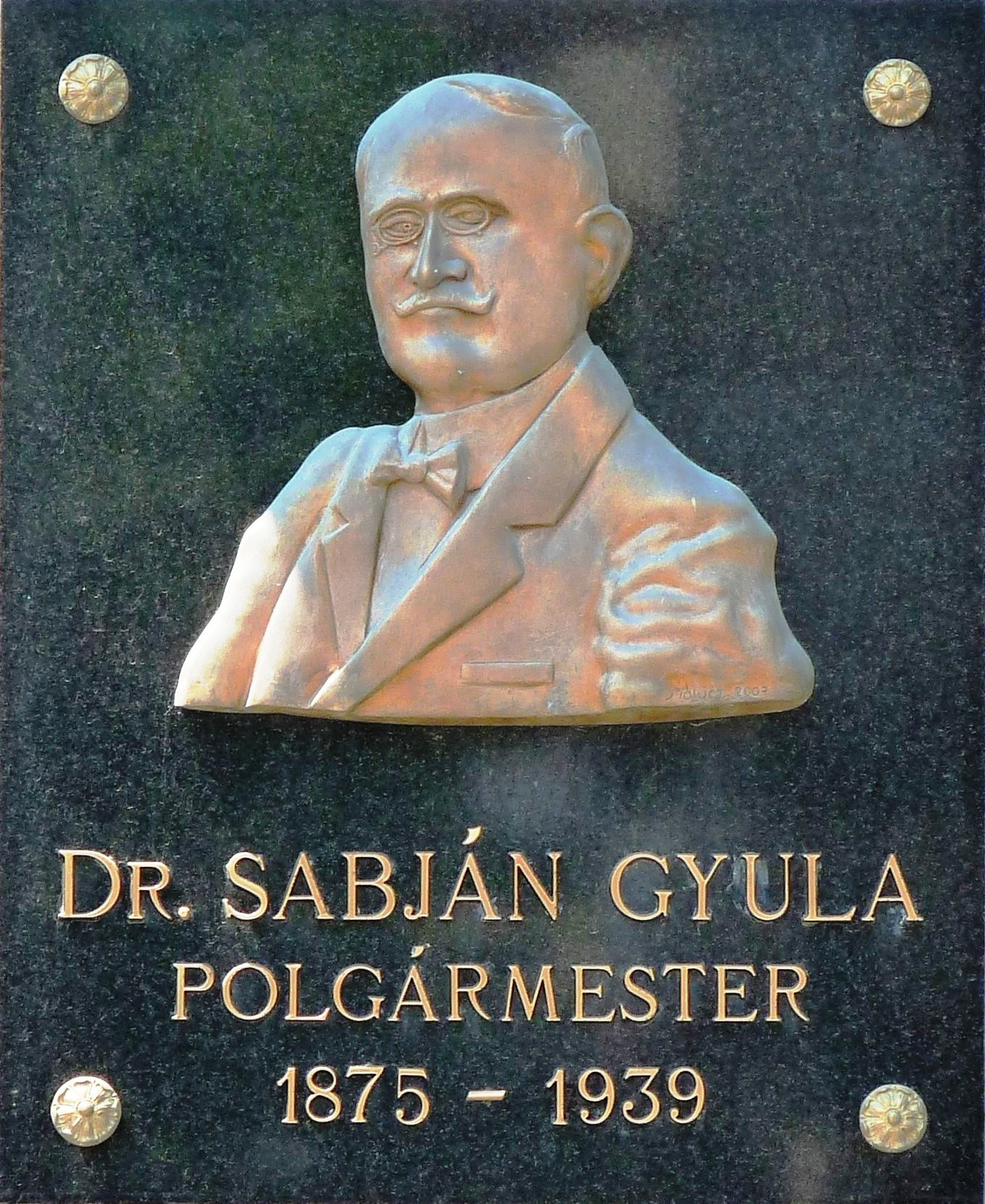
Sabján Gyula, Sabján Gyula utca 2.
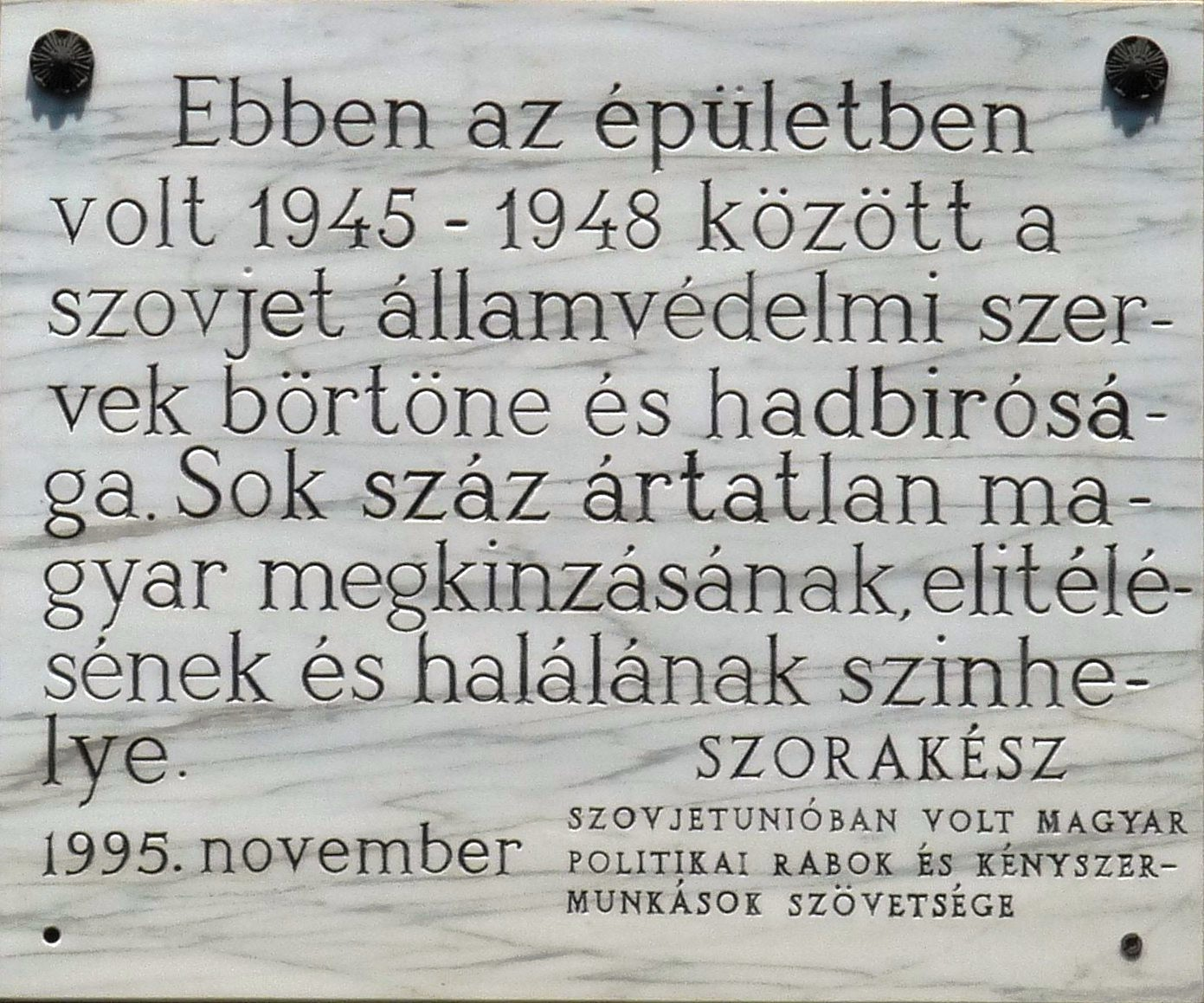
a szovjet államvédelmi hatóságok börtöne, Kisfaludy Sándor utca 23.
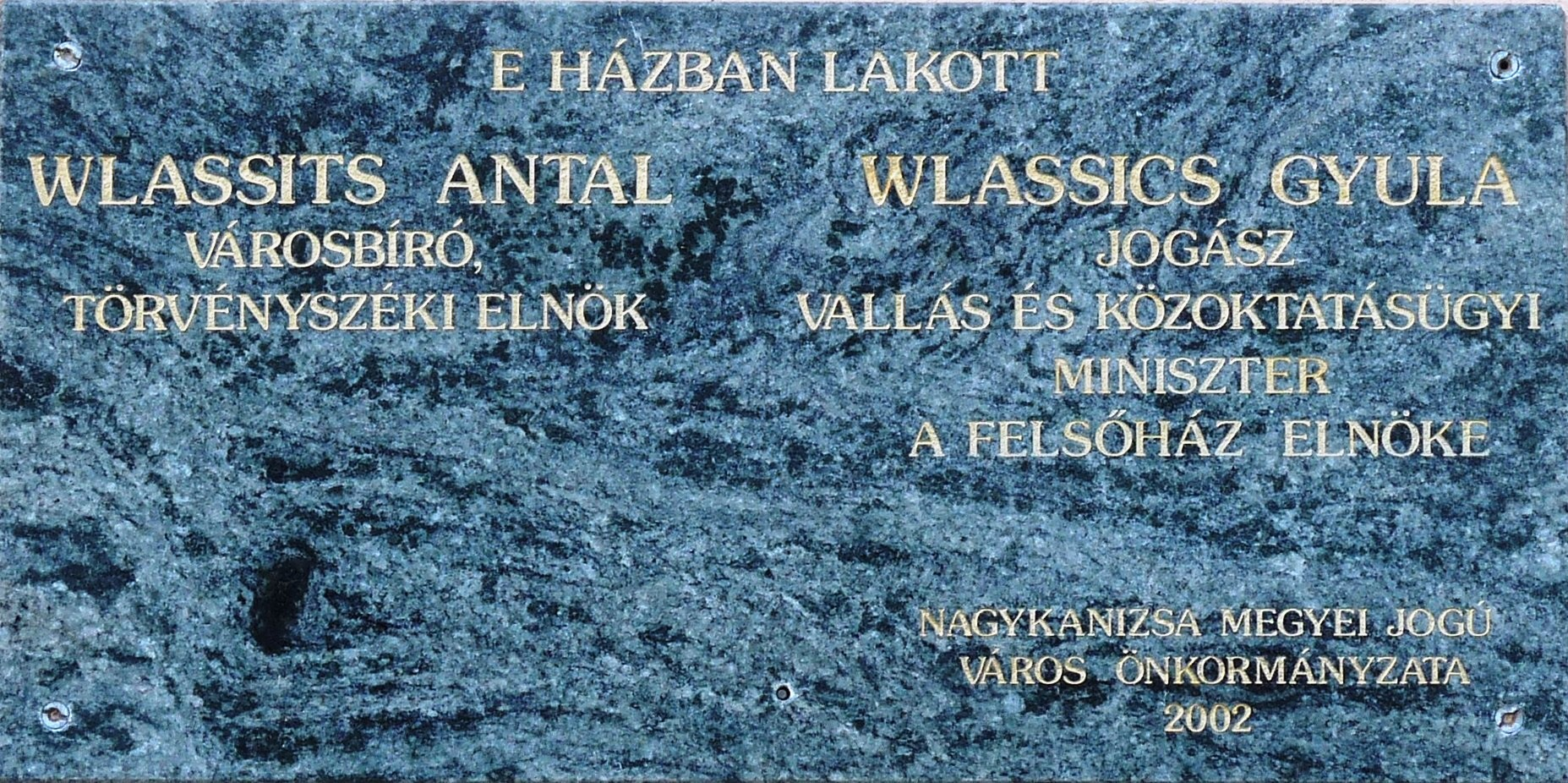
Wlassits Antal és Wlassics Gyula, Deák Ferenc tér 1.

### Botlatókövek

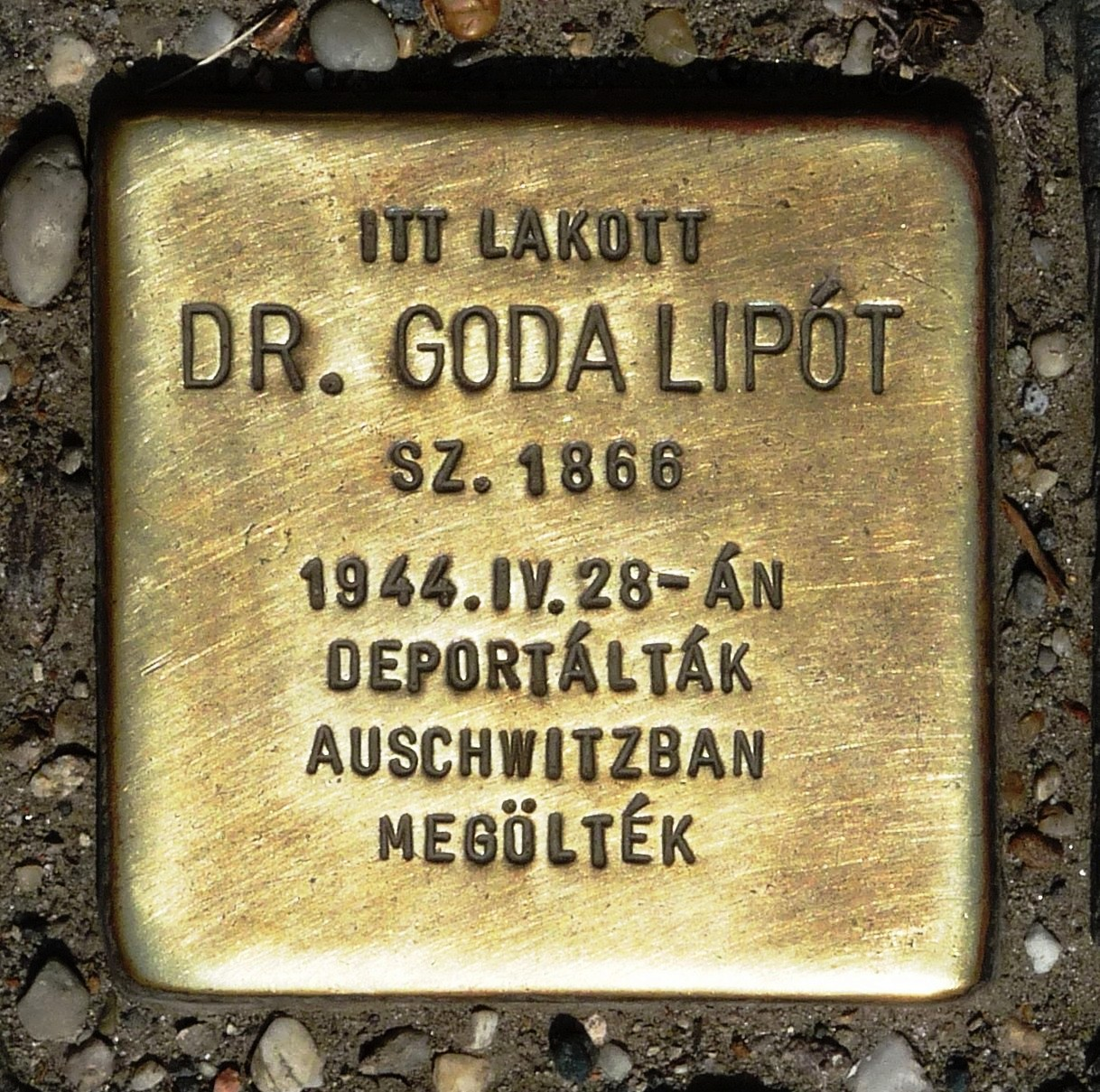
Goda Lipót, Ady Endre utca 8.
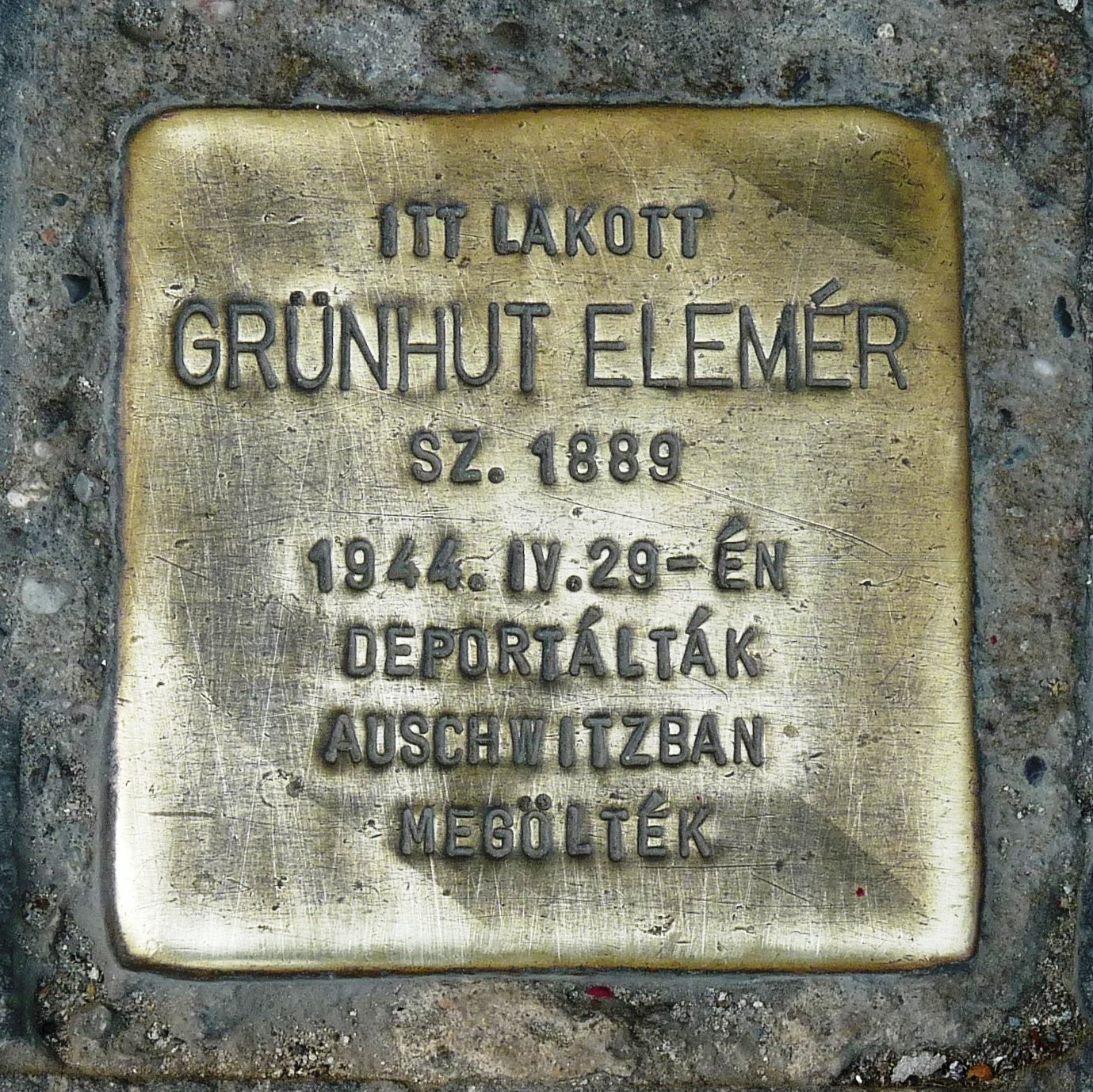
Grünhut Elemér, Deák Ferenc tér 2.
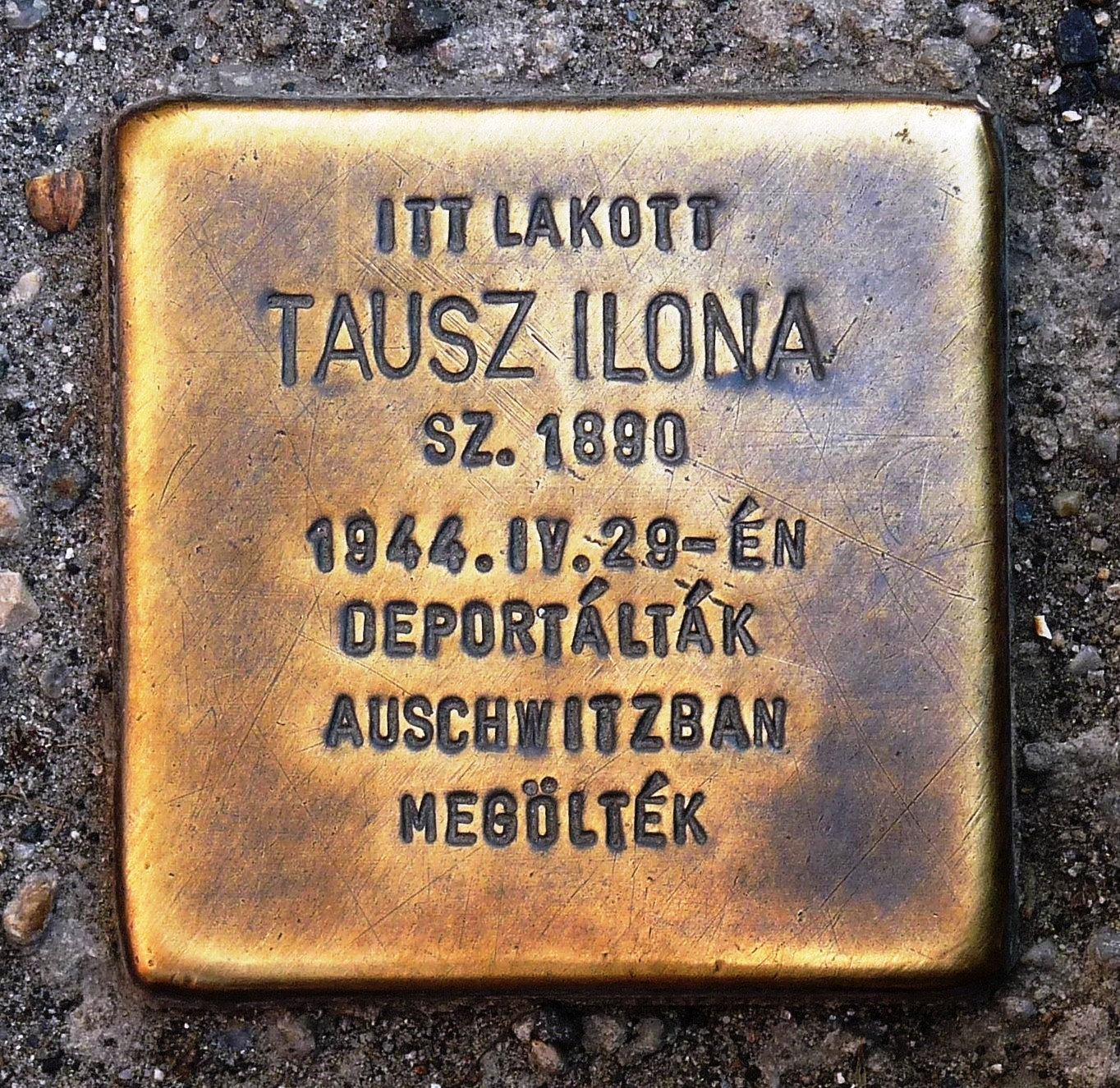
Tausz Ilona, Király út 15.
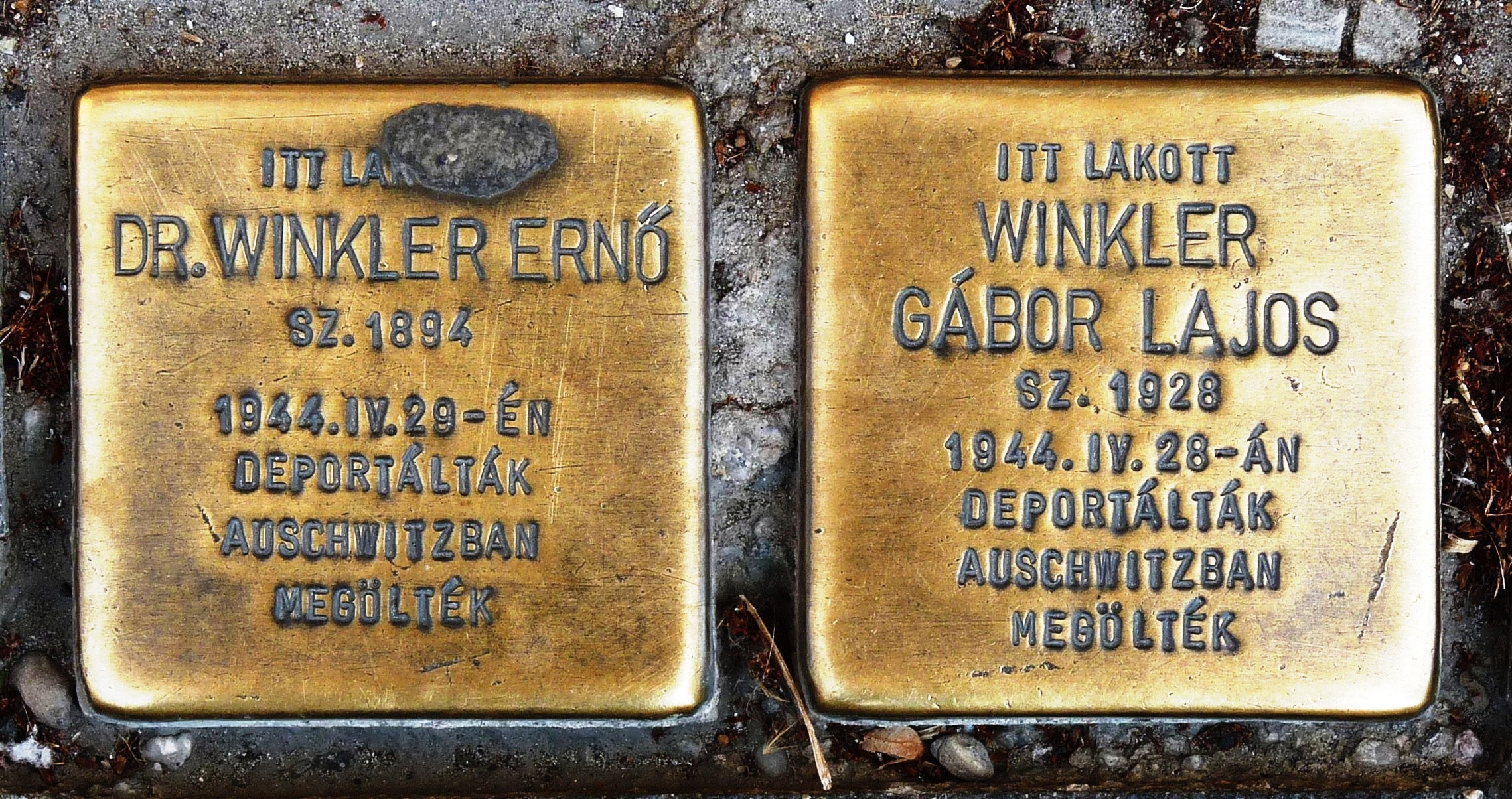
Winkler Ernő és Winkler Gábor Lajos, Zrínyi Miklós utca 33.

## Utcaindex
| Ady Endre utca (4.) Balassi Bálint, Bocskai István, II. Rákóczi Ferenc (8.) Goda Lipót Csengery út (22.) Fejtő Ferenc Deák Ferenc tér (-) 20. honvéd gyalogezred, 48. közös gyalogezred (1.) Wlassits Antal és Wlassics Gyula (2.) Grünhut Elemér Erzsébet tér (1.) 1956-os forradalom (9.) Csány László Fő út (8.) Hevesi Sándor | Király út (15.) Tausz Ilona Kisfaludy Sándor utca (23.) a szovjet államvédelmi hatóságok börtöne Papp Simon sétány (2.) MAORT-lakótelep, Bősze Kálmán, Gyulai Zoltán, Papp Simon Sabján Gyula (2.) Sabján Gyula Zrínyi Miklós utca (33.) Winkler Ernő és Winkler Gábor Lajos |